# Nativitat (MNAC)
La Nativitat és el compartiment d'un retaule gòtic escultòric atribuït al Mestre d'Albesa de la segona meitat del segle XIV procedent de la cripta de la col·legiata de Sant Pere d'Àger (Noguera). És un baix relleu en pedra calcària policromada i daurada. S'hi mostra el naixement de Jesús i s'hi poden veure Josep i Maria, el bou i la mula, l'àngel i els pastors que arriben per adorar el nen.
Actualment, es troba exposat a la sala 21 del Museu Nacional d'Art de Catalunya.